# Santiago Gascón Cervantes
Santiago Gascón Cervantes († Madrid, 21 de febrer de 1910) fou un advocat i polític espanyol del segle xix, diputat a les Corts Espanyoles durant la restauració borbònica. Militant del Partit Fusionista fou imposat com a candidat del districte de Tortosa a les eleccions generals espanyoles de 1901. Va presentar-se posteriorment sense èxit. El 1908 era regidor de l'ajuntament de Madrid sota l'alcaldia del comte de Peñalver i formà part de la comissió per la Celebració del Centenari del Dos de Maig.